# 白光 (女優)
白光 （はく こう、バイ・クァン、Bai Kwong、1921年〈民国10年〉6月27日 - 1999年8月27日）は、1940年代から1950年代にかけて活躍した中国の歌手・女優。七大歌后の1人。本名は史詠芬。
一筋の白い光がスクリーンに映像を映し出す姿に強い印象を受けたことから芸名を白光とした。女優として『蕩婦心』『一代妖姫』『玫瑰花開』といった映画がヒット。1950年代末に芸能界を引退の後、マレーシアの首都クアラルンプールに移り住み、1999年8月27日に結腸癌で病死。

## プロフィール

### 映画デビューまで
白光は本名を史永芬といい、1921年に京都市（現：北京市）で生まれた。女学校時代に史永芬は北平沙龍劇団という劇団で、端役ながら新劇女優として曹禺の『日出』などの作品の舞台に立っていた。17歳のときに母親の勧めで大学教授と結婚、子供を生んでいる。しかし、夫が教え子と浮気したことで、子供を置いて離婚。1937年、盧溝橋事件・日中戦争が起きたあと、川喜多長政の設立した東和商事が『東洋平和の道』という日本のプロパガンダ映画を制作することとなり、出演する中国人俳優が北平で一般公募された。最終的に男女4人が選ばれ、そのうち女優が史永芬と、後に満映のスターとなる李明だった。史永芬は映画デビューにあたり、「映画とは一筋の白い光がスクリーンに映像を映し出すもの」ということから白光という芸名を名乗るようになった。

### 山家亨との熱愛
その後、李明と白光は北京在住の関東軍報道部所属・山家亨少尉と交流を持つようになり、しばらくして李明と山家は同棲するようになる。山家は李香蘭を満映に紹介した人物だが、かつて川島芳子とも浮世を流したという恋多き男性だった。また中国に造詣が深く、流暢な中国語を話し、王家亨という中国名を名乗っていた。李明と山家の仲は深まるが、別の若い女性との関係が露呈し、李明との関係は終止符を打たれた。が、それからすぐに、山家は白光と同棲を始める。しばらくして、白光は日本に声楽の勉強に留学する機会を得た。日本では、李香蘭とともに声楽家三浦環に声楽を師事した。しかし、それで彼女の名が売れることもなかった。
1943年、山家に日本への帰国命令が出た。帰国後、山家は国家反逆、機密漏洩、軍紀違反など、十数件の容疑で逮捕された。白光は山家とともに日本に渡り、山家のために奔走したが、何もできるわけもなく、しばらくして一人帰国した。

### 再出発

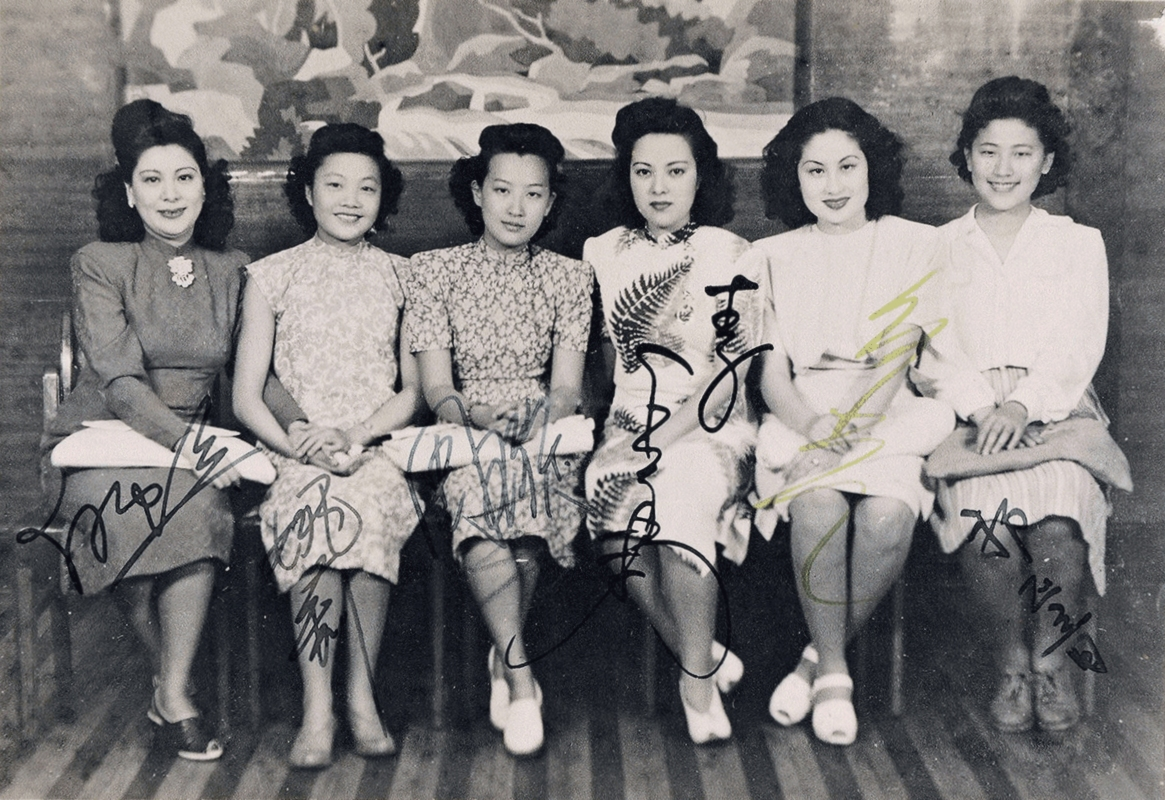
中国の歌姫たち　左から：白虹、姚莉、周璇、李香蘭、白光、祁正音

帰国した白光は、映画『桃李爭春』への出演の機会を得た。当時の大スター陳雲裳の相手役で、白光の演じる悪役は世間をあっと言わせるほど評判となり、これが白光の中国映画界における出世作となった。そして当時の上海映画界において、妖艶で、時には淫らな白光のイメージは、当時多くの女優がしとやかで、清純なイメージで売っていた中で一人輝き、妖艶な恋多き女を演じさせたら右に出るものがいないほどの存在となった。また、白光は元々ソプラノだったが、声楽家・周小燕の勧めでアルト歌手に転じた。当時の歌手はほとんどがソプラノという中、アルト歌手に転じたことにより個性を発揮、気だるく退廃的な歌を映画の中で多く歌っている。これらの歌は彼女の妖艶なイメージと相まって大ヒット、「一代妖姫」と呼ばれるようになる。また、1940年代の上海歌謡界の7大スターの一人（ほか6人は周璇、白虹、龔秋霞、姚莉、李香蘭、呉鶯音）に称された。

### 戦後
1949年、白光は香港に移住、映画会社を設立し、積極的に映画を製作、主演した。そしてアメリカ人パイロットと結婚している。1953年、芸能界を引退すると、東京にナイトクラブを設立、経営を始める。しかしこのアメリカ人との結婚も破局に終り、それと時を同じく、白光は日本から撤退している。

### 晩年
1969年、白光はマレーシアのクアラルンプールを訪れ、彼女より20歳若いファンの顔良龍と知り合う。優しい顔良龍に心を動かされ、二人は結婚、30年連れ添った。1999年、白光は結腸癌でこの世を去る。享年79。顔良龍は白光の遺言により、葬儀は密葬とし、遺体はクアラルンプール郊外の墓地に埋葬された。埋葬には彼女の妹と顔良龍の親族のみが立ち会った。1999年11月、EMI-百代唱片公司では「懷念」、「魂縈舊夢」といった白光の代表曲24曲が収録された追悼版・「白光紀念專集」をリリースしている。
2000年、白光の一周忌にあたり、世界各地のファンが白光の墓地を訪れ、「魂縈舊夢懷念白光」と銘打った追悼会が行われた。

## 代表作

### 映画
- 東洋平和の道（1938年）
- 桃李争春（1943年）
- 爲誰辛苦爲誰忙（1943年）
- 紅豆生南国（1943年）
- 恋之火（1945年）
- 十三號凶宅（1948年）
- 懸崖勒馬（1948年）
- 蝴蝶夢（1948年）
- 珠光寶気（1948年）
- 柳浪聞鶯（1948年）
- 人盡可夫（1948年）
- 六二六間諜網（1948年）
- 諜海雄風（1949年）
- 蕩婦心（1949年）
- 血染海棠紅（1949年）
- 一代妖姫（1950年）
- 雨夜歌聲（1950年）
- 結婚二四小時（1950年）
- 玫瑰花開（1951年）
- 恋の蘭燈（1951年）（共演：池部良）
- 香姐兒（1952年）
- 新西廂記（1953年）
- 歌女紅菱艶（1953年）
- 鮮牡丹（1956年）
- 接財神（1958年）
- 多情恨（1959年）

### 代表曲
- 懷念
- 秋夜
- 春
- 今夕何夕
- 如果沒有你
- 假正經
- 嘆十聲
- 東山一把青
- 葡萄美酒
- 魂縈舊夢
- 等著你回來
- 戀之火
- 小花
- 向王小二拜年
- 期待（李香蘭「迎春花」北京語版）
- 寒夜的街灯
- 桃李爭春
- 四季想郎
- 莫負今宵
- 少年嶺
- 等待著
- 我是浮萍一片
- 相見不恨晩
- 何處是兒家
- 狂戀
- 我是女菩薩
- 牆
- 天邊一朵雲
- 金剛鑽
- 醉在你的懷中
- 興亜三人娘（日本語）※共唱：奥山彩子・李香蘭
- 恋の蘭燈（日本語）
- チャイナタウンの灯（日本語）